# Пащенко, Иоанникий Дмитриевич
Иоанникий Дмитриевич Пащенко (1848—1911) — Кавалер ордена Святого Георгия IV класса.

## Биография
Из дворян Полтавской губернии. Окончил Полтавскую военную гимназию (ныне кадетский корпус) в 1867 г. и Павловское военное училище и выпущен в 33 пех. Елецкий полк. С 30 мая 1870 г. по 8 января 1873 г. состоял в запасе и потом вновь поступил в 35 Брянский пехотный полк, с которым был в Русско-Турецкой войне в 1877—78 г.г. Во время штурма неприятельских укреплений на Лысой горе, П. вместе с охотниками своей 3 стрелковой роты и 12 роты, первый вскочил на неприятельское укрепление. Затем, при рекогносцировке Лысой горы, во время атаки на батарею, которую турки начали оставлять, получив подкрепление, вновь хлынули на батарею, П. имея только часть своей роты, и вынужденный отступать, захватил с собой один замок от орудия, следовал сзади роты, сохранил порядок и, хотя был легко ранен, но остался в строю. Получил Георгия 4 ст. После войны был командирован в кадры Болгарского земского ополчения 1 августа 1878 года. 10 апреля 1879 г., по собственному желанию, откомандирован в свой полк. 10 мая 1880 г. перевелся в 34 Севский полк и 3 сентября того же года, вышел в отставку капитаном и поселился в имении своем, хуторе Долинщине, Полтавского уезда, где был убит злоумышленниками.